# Вольная борьба на летних Олимпийских играх 1956 — до 87 кг
Соревнования по вольной борьбе в рамках Олимпийских игр 1956 года в полутяжёлом весе (до 87 килограммов) прошли в Мельбурне с 28 ноября по 1 декабря 1956 года в «Royal Exhibition Building».
Турнир проводился по системе с начислением штрафных баллов. За чистую победу штрафные баллы не начислялись, за победу по очкам борец получал один штрафной балл, за поражение по очкам со счётом решения судей 2-1 два штрафных балла, со счётом решения судей 3-0 или чистое поражение — три штрафных балла. Борец, набравший пять штрафных баллов, из турнира выбывал. Трое оставшихся борцов выходили в финал, проводили встречи между собой. Схватка по регламенту турнира продолжалась 12 минут. Если в течение первых шести минут не было зафиксировано туше, то судьи могли определить борца, имеющего преимущество. Если преимущество никому не отдавалось, то назначалось четыре минуты борьбы в партере, при этом каждый из борцов находился внизу по две минуты (очередность определялась жребием). Если кому-то из борцов было отдано преимущество, то он имел право выбора следующих шести минут борьбы: либо в партере сверху, либо в стойке. Если по истечении четырёх минут не фиксировалась чистая победа, то оставшиеся две минуты борцы боролись в стойке.
В полутяжёлом весе боролись 12 участников. В весе было много претендентов на медали: действующий олимпийский чемпион, бронзовый призёр чемпионата мира 1954 года, обладающий великолепными для полутяжеловеса данными Викинг Пальм, феноменально физически сильный бронзовый призёр олимпийских игр и серебряный призёр чемпионата мира 1954 года Адиль Атан. Однако на этот раз никаких шансов соперникам не оставил вице-чемпион Олимпийских игр 1952 года Голамреза Тахти, который в первых четырёх встречах одержал четыре чистые победы. Вместе с ним в финал вышли советский спортсмен Борис Кулаев и американец Питер Блэйр. В первой финальной встрече Тахти победил Кулаева со счётом 3—0.

В начале поединка Тахти проводит нырок в ногу захватом за нижнюю часть голени, от которого практически невозможно защититься, так как атакующий очень низко пролетает над ковром, почти стелется, и, поднявшись в стойку, сбивает Кулаева в партер. В дальнейшем борьба протекает в обоюдных атаках. Проявив высокое спортивное мастерство, иранец полностью отстоял обязательный партер, что не удавалось почти ни одному из соперников Кулаева.
Кулаев во второй встрече победил Блэйра, причём по ходу поединка порвал боковую связку коленного сустава. В третьей встрече Тахти победил Блэйра и стал олимпийским чемпионом.

## Призовые места
- Голамреза Тахти (IRI)
- Борис Кулаев (URS)
- Питер Блэйр (USA)

## Первый круг
| Штрафных баллов | Участник 1            | Результат    | Участник 2               | Штрафных баллов |
| --------------- | --------------------- | ------------ | ------------------------ | --------------- |
| 1               | Кевин Кут (AUS)       | 3-0          | Боб Штекле (CAN)         | 3               |
| 0               | Голамреза Тахти (IRI) | Туше (7:00)  | Ян Терон (RSA)           | 3               |
| 0               | Питер Блэйр (USA)     | Туше (12:37) | Вейкко Лахти (FIN)       | 3               |
| 0               | Адиль Атан (TUR)      | Туше (6:15)  | Мицухиро Охира (JPN)     | 3               |
| 1               | Борис Кулаев (URS)    | 3-0          | Викинг Пальм (SWE)       | 3               |
| 1               | Джерри Мартина (IRL)  | 3-0          | Спирос Дефтераиос (GRE)¹ | 3               |

¹ Снялся с соревнований

## Второй круг
| Штрафных баллов | Участник 1            | Результат   | Участник 2         | Штрафных баллов |
| --------------- | --------------------- | ----------- | ------------------ | --------------- |
| 4               | Ян Терон (RSA)        | 3-0         | Кевин Кут (AUS)    | 4               |
| 0               | Голамреза Тахти (IRI) | Туше (4:46) | Боб Штекле (CAN)   | 6               |
| 4               | Мицухиро Охира (JPN)  | 2-1         | Вейкко Лахти (FIN) | 5               |
| 4               | Викинг Пальм (SWE)    | 3-0         | Питер Блэйр (USA)  | 3               |
| 2               | Борис Кулаев (URS)    | 2-1         | Адиль Атан (TUR)   | 2               |
| 1               | Джерри Мартина (IRL)  | Пропускал   |                    |                 |

## Третий круг
| Штрафных баллов | Участник 1            | Результат    | Участник 2           | Штрафных баллов |
| --------------- | --------------------- | ------------ | -------------------- | --------------- |
| 4               | Кевин Кут (AUS)       | Туше (11:00) | Джерри Мартина (IRL) | 4               |
| 3               | Питер Блэйр (USA)     | Туше (5:00)  | Ян Терон (RSA)       | 7               |
| 0               | Голамреза Тахти (IRI) | Туше (3:00)  | Мицухиро Охира (JPN) | 7               |
| 3               | Адиль Атан (TUR)      | 2-1          | Викинг Пальм (SWE)   | 6               |
| 2               | Борис Кулаев (URS)    | Пропускал    |                      |                 |

## Четвёртый круг
| Штрафных баллов | Участник 1            | Результат   | Участник 2           | Штрафных баллов |
| --------------- | --------------------- | ----------- | -------------------- | --------------- |
| 2               | Борис Кулаев (URS)    | Туше (7:55) | Джерри Мартина (IRL) | 7               |
| 0               | Голамреза Тахти (IRI) | Туше (3:20) | Кевин Кут (AUS)      | 7               |
| 4               | Питер Блэйр (USA)     | 3-0         | Адиль Атан (TUR)     | 6               |

## Финал

### Встреча 1
| Штрафных баллов | Участник 1            | Результат | Участник 2         | Штрафных баллов |
| --------------- | --------------------- | --------- | ------------------ | --------------- |
|                 | Голамреза Тахти (IRI) | 3-0       | Борис Кулаев (URS) |                 |
|                 | Питер Блэйр (USA)     | Пропускал |                    |                 |

### Встреча 2
| Штрафных баллов | Участник 1            | Результат | Участник 2        | Штрафных баллов |
| --------------- | --------------------- | --------- | ----------------- | --------------- |
|                 | Борис Кулаев (URS)    | 3-0       | Питер Блэйр (USA) |                 |
|                 | Голамреза Тахти (IRI) | Пропускал |                   |                 |

### Встреча 3
| Штрафных баллов | Участник 1            | Результат | Участник 2        | Штрафных баллов |
| --------------- | --------------------- | --------- | ----------------- | --------------- |
|                 | Голамреза Тахти (IRI) | 3-0       | Питер Блэйр (USA) |                 |
|                 | Борис Кулаев (URS)    | Пропускал |                   |                 |